# خسوس کاسترو
خسوس کاسترو رومِرو (اسپانیایی: Jesús Castro Romero‎؛ زادهٔ ۱۹ ژانویهٔ ۱۹۹۳) بازیگر اهل اسپانیا است. وی را یک نماد سکس جدید در سینمای اسپانیا می دانند.
از فیلم‌ها یا برنامه‌های تلویزیونی که وی در آن نقش داشته است، می‌توان به پرینسیپه، ملکه جنوب، ال نینو، لجن‌زار اشاره کرد.